# Hel van het Mergelland 2008
De 35e editie van de wielerwedstrijd Hel van het Mergelland vond in 2008 plaats op 5 april en maakte deel uit van de UCI Europe Tour, in de categorie 1.1. De start en finish waren in de Diepstraat in Eijsden. Aan de start waren de meeste ogen gericht op Alessandro Petacchi, die echter na enkele kilometers al afstapte.
De wedstrijd ging over 185 kilometer en werd gewonnen door de Duitse neoprof Tony Martin. Hij ontsnapte vroeg in de wedstrijd samen met zijn ploeggenoot Adam Hansen en ze voltooiden in barre weersomstandigheden hun "koppeltijdrit" door gezamenlijk de finishlijn te passeren, bijna 7 minuten voor de achtervolgende groep. Titelverdediger Nico Sijmens werd 9e op bijna 11 minuten.

## Uitslag
| Hel van het Mergelland 2008 |                             |                                       |          |
| Plaats                      | Naam                        | Ploeg                                 | tijd     |
| Winnaar                     | Tony Martin                 | Team Highroad                         | 4u50'17" |
| 2                           | Adam Hansen                 | Team Highroad                         | z.t.     |
| 3                           | Pieter Jacobs               | Silence - Lotto                       | +6'52"   |
| 4                           | Johnny Hoogerland           | Van Vliet-EBH-Elshof                  | z.t.     |
| 5                           | Lieuwe Westra               | KrolStonE                             | +6'54"   |
| 6                           | Bobbie Traksel              | P3 Transfer-Batavus                   | +7'39"   |
| 7                           | Bjorn Glasner               | Kuota Senges                          | +10'39"  |
| 8                           | František Raboň             | Team Highroad                         | +10'41"  |
| 9                           | Nico Sijmens                | Landbouwkrediet - Tönissteiner        | +10'59"  |
| 10                          | Bram Schmitz                | Van Vliet-EBH-Elshof                  | z.t.     |
| 11                          | Tom Leezer                  | Rabobank                              | z.t.     |
| 12                          | Mathew Hayman               | Rabobank                              | +11'01"  |
| 13                          | Wouter Mol                  | P3 Transfer-Batavus                   | z.t.     |
| 14                          | Hans Blok                   | Cyclingteam Jo Piels                  | +11'03"  |
| 15                          | Reinier Honig               | P3 Transfer-Batavus                   | z.t.     |
| 16                          | Dirk Bellemakers            | Landbouwkrediet - Tönissteiner        | z.t.     |
| 17                          | Michael Tronborg Kristensen | Team Designa Kokken                   | z.t.     |
| 18                          | Egon van Kessel             | Cyclingteam Jo Piels                  | z.t.     |
| 19                          | Geert Steur                 | Silence - Lotto                       | z.t.     |
| 20                          | Maarten Neyens              | Chocolade Jacques-Topsport Vlaanderen | z.t.     |

1973 · 1974 · 1975 · 1976 · 1977 · 1978 · 1979 · 1980 · 1981 · 1982 · 1983 · 1984 · 1985 · 1986 · 1987 · 1988 · 1989 · 1990 · 1991 · 1992 · 1993 · 1994 · 1995 · 1996 · 1997 · 1998 · 1999 · 2000 · 2001 · 2002 · 2003 · 2004 · 2005 · 2006 · 2007 · 2008 · 2009 · 2010 · 2011 · 2012 · 2013 · 2014 · 2015 · 2016 · 2017 · 2018 · 2019 · 2020 · 2021 · 2022 · 2023 · 2024